# Appeasement

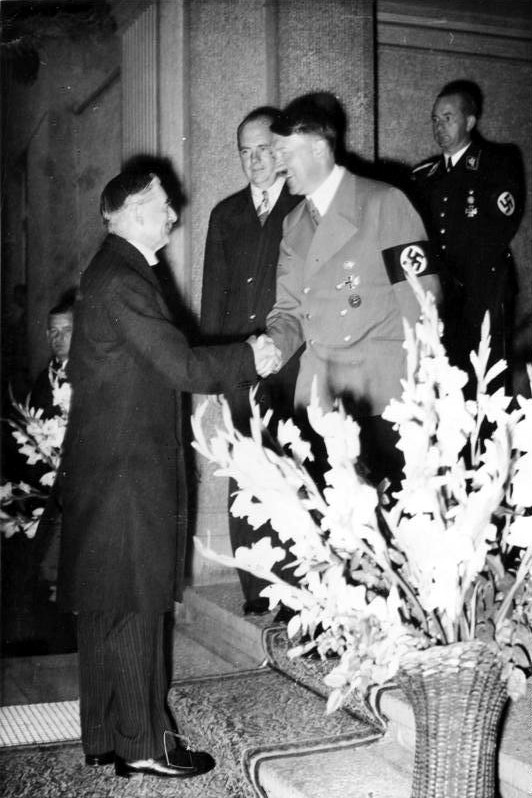
Il Primo ministro britannico Neville Chamberlain stringe la mano ad Adolf Hitler (24 settembre 1938)

Nella diplomazia internazionale, per appeasement (in lingua italiana: "riappacificazione", "accomodamento", "accomodantismo" ma potrebbe etimologicamente anche tradursi con "acquiescenza") si intende la politica di fare concessioni politiche, materiali o territoriali a una potenza aggressiva nell'intento di evitare un conflitto. Il termine si riferisce principalmente all'atteggiamento adottato negli anni 1930 dal Regno Unito (e in particolare dal primo ministro Neville Chamberlain) nei confronti della Germania nazista. In particolare, il primo ministro britannico accettò le pretese territoriali di Adolf Hitler, circa l'Austria e la regione dei Sudeti, al fine di porre termine alle sue mire espansionistiche e scongiurare un intervento militare contro la Germania.

## Quadro storico
Nel 1934 Hitler, già cancelliere, alla morte di Paul von Hindenburg diventò Führer di quella che fu la Repubblica di Weimar, sancendo definitivamente così la nascita del regime nazista. Egli approfittò del malcontento popolare, dovuto a una negativa congiuntura economica, per poter catalizzare il consenso della maggioranza dei tedeschi che ancora desideravano il ritorno di una Großdeutschland ("Grande Germania"), dopo le umiliazioni subite in seguito alla sconfitta nella Prima guerra mondiale.
Una volta al potere, grazie alla decisione di dare avvio ad un notevole piano di opere pubbliche, il governo retto da Hitler riuscì a ridurre notevolmente la disoccupazione e, attraverso fortissimi investimenti nel settore dell'industria pesante, riuscì a stimolare l'economia tedesca, permettendo così alla Germania di tornare a essere un'importante potenza economica e militare europea. Ciò comportò un consolidamento dell'opinione pubblica tedesca a sostegno del regime.

## Le reazioni
Ai governi europei era evidente come le politiche del governo tedesco, dirette a realizzare la supremazia economica e militare della Germania in Europa, nonché la diffusione della cultura nazionalistica tesa ad affermare la supremazia della razza tedesca, avrebbero portato in breve tempo allo scoppio di un conflitto. Nonostante questo quadro politico di tensione, i governi britannico e francese ritenevano fosse opportuno evitare un conflitto bellico.
Nel Regno Unito, la politica dell'appeasement aveva contagiato l'opinione pubblica britannica, favorevole a riconoscere il trattato di Versailles come ingiusto e iniquo verso la Germania, e vedeva tra i suoi maggiori sostenitori il premier Chamberlain (eletto nel 1937), che credeva di poter "ammansire" Hitler assecondandolo sulle rivendicazioni che credeva più ragionevoli. Alcune forze politiche, le più conservatrici, ritenevano poi che Hitler potesse costituire un "baluardo" ad est contro la Russia sovietica, verso cui comunque si sarebbero principalmente dirette le ambizioni territoriali tedesche.
In Francia la paura della Germania era molto forte, ma ancora di più era quella di una nuova guerra, che avrebbe colpito un paese sostanzialmente in ginocchio a livello economico e lacerato politicamente al suo interno. Di conseguenza la Francia restò sulla difensiva seguendo una politica subalterna al Regno Unito.

## Il fallimento della politica diappeasement
Nel 1938, dopo l'annessione dell'Austria, Hitler accettò di incontrare a Monaco di Baviera il Primo ministro francese (Daladier) e quello britannico (Chamberlain) e insieme firmarono il progetto d'intesa di Mussolini, che sostanzialmente accoglieva quasi alla lettera le richieste tedesche per l'occupazione del territorio cecoslovacco dei Sudeti. Il patto di Monaco offrì temporaneamente una via d'uscita alternativa alla guerra e rappresentò l'apice della politica dell'appeasement, ma rappresentò anche l'incapacità di Regno Unito e Francia di reagire all'espansionismo tedesco. Incapacità che Hitler seppe sfruttare a dovere, invadendo dapprima la Boemia e la Moravia (marzo 1939) e poi la Polonia (1º settembre 1939) e scatenando così la Seconda guerra mondiale.
Alcuni storici hanno giudicato la politica dell'appeasement come una delle cause che hanno portato allo scoppio del secondo conflitto mondiale, in quanto si è sempre sostenuto che una reazione più decisa da parte di Francia e Regno Unito avrebbe potuto frenare le ambizioni di Hitler ed evitare la morte di milioni di persone. Altri storici, invece, giudicano cruciale il ruolo svolto dalle pesantissime condizioni imposte alla Germania dal trattato di Versailles quale prima causa del fallimento della Repubblica di Weimar e dell'avvento conseguente del nazismo, reputando l'appeasement come una pur tardiva correzione di rotta che non poté condurre ai risultati positivi che si prefiggeva, ossia, in prospettiva, il ricondurre la Germania entro una politica di equilibrio europeo, solo perché tardivamente adottata ed intempestivamente abortita.
Quest'ultima tesi però non tiene conto della forte propensione di Hitler a scatenare comunque una guerra di conquista sul suolo europeo, al di là delle concessioni ottenute di volta in volta. Il precipitare della situazione e lo scoppio della guerra si ebbero in ultima analisi a seguito dell'abbandono, e non al perseguimento, della politica di appeasement da parte britannica: Chamberlain, infatti, indusse il governo polacco alla rottura definitiva con la Germania promettendo che la Gran Bretagna si sarebbe assunta la responsabilità, armi in pugno, di garantire l'integrità territoriale della Polonia. Questa scelta in qualche modo fu resa obbligata dal patto Molotov-Ribbentrop, che lasciava la Polonia sola. Curiosamente, poi, la guerra fu dichiarata solo contro la Germania e non anche contro l'URSS, che pure aveva invaso la Polonia da Est mentre le armate di Hitler la occupavano da Ovest.